# Txiniavórik
Txiniavórik (en rus: Чиньяворык) és un poble (un possiólok) de la República de Komi, a Rússia, segons el cens del 2010 tenia 1.561 habitants.